# سلطة الطيران المدني (فلسطين)
سلطة الطيران المدني الفلسطيني هي مؤسسة حكومية غير وزارية تأسست عام 1994، وفي عام 2021 تم دمجها وإلحاقها ضمن وزارة النقل والمواصلات الفلسطينية.

## النشأة
في الأول من أيلول سبتمبر 1994 أصدر الرئيس ياسر عرفات، رئيس السلطة الوطنية الفلسطينية مرسوماً رئاسياً يحمل الرقم 87/1994 يقضي بتأسيس سلطة الطيران المدني الفلسطيني.

## المهام
تقوم سلطة الطيران بمهام إجراء الدراسات والأبحاث اللازمة ووضع الخطط التنموية، كما تعمل على تطوير الطيران المدني في فلسطين وإنشاء وتشغيل واستغلال المطارات المدنية، والإشراف على جميع العاملين في تلك المطارات، إضافة لرسم سياسة النقل الجوي في فلسطين والإشراف على تطبيقها من قبل مؤسسات وشركات النقل الجوي الوطنية والأجنبية.